# Йогель, Пётр Андреевич
Пётр Андреевич Йогель (1768—1855) — учитель танцев в Московском университетском благородном пансионе, Императорском Московском университете и Московском коммерческом училище; организатор балов в Москве.

## Биография
Приехал из Франции  по приглашению Гаврилы Ильича Бибикова для его домашних театров.  Йогель устроил в бибиковской усадьбе балет и поселился в Москве, купив дом в приходе церкви Иоанна Богослова на Бронной (на месте современного дома № 7 по Богословскому переулку). 
После смерти Бибикова Йогель стал танцмейстером в доме П. В. Мятлева. Открыв школу танцевания для московских детей начиная с 6 лет, он приобрёл необыкновенную популярность. Балетмейстер императорских театров Адам Глушковский так отзывался о нём: «К достойным особенного внимания старинным учителям бальных танцев в Москве принадлежит Йогель, который в своей молодости получил отличное воспитание: он изучил русский, французский языки и музыку как нельзя лучше, о бальных танцах нечего и говорить; кто в Москве не знает об его таланте? Сквозь его руки прошли три поколения! С искусством Йогель соединяет неоценимые достоинства общежития. Он находчив, остёр, всегда весел и любезен. Бывши во всех аристократических домах учителем, он везде умеет держать себя, как придворный века Людовика XIV, при котором вежливость была доведена до высшей степени. Йогель не был театральным танцовщиком, но как аматёр изучил бальные танцы до возможного совершенства. Как живописцы разделяются на несколько родов, – на портретных, пейзажных, перспективных и проч., – так можно разделить и танцы на различные роды; Йогеля можно отнести к отличным танцмейстерам».
В документах Московского учебного округа за январь 1814 года упоминается, что Совет Императорского Московского университета в декабре 1813 года рассмотрел предложение попечителя по определению «отставного актуариуса Государственной коллегии иностранных дел Петра Йогеля» в Ярославское Демидовское училище и в пансион оного и выразил своё согласие, положив «жалование по 1200 рублей в год». Однако Йогелю в Ярославле не понравилось, и вскоре он попросил о переводе на работу в университетский благородный пансион, согласившись давать уроки «четыре раза в неделю три года – без жалования».
Кроме частных уроков, он учил танцам воспитанников университетского благородного пансиона.
Для балов Йогель снимал залы в Московском благородном собрании, университетском пансионе, в просторных особняках вельмож и богачей. Вот отчёт об одном из балов в 1827 году: «О бале у г-на Йогеля, 23 Апреля. Нестор наших танцмейстеров дал бывшим и настоящим ученицам и ученикам своим блестящий бал в доме М.С. Татищевой, на Моховой. Почти все танцующие в обществах дамы и кавалеры были на бале своего учителя, который угощал их весьма усердно. Танцовали в двух залах – и танцовали всё, от польского до попурри. Услужливый хозяин с юными танцовщицами был танцмейстером: управлял танцами их и, следовательно, забаву обращал им в пользу. Гостей было до 300; разъехались в 2 часа за полночь: для танцмейстерского бала слишком поздно. Надлежало бы на этот раз из внимания к детям отступить немного от светского правила – съезжаться в полночь; но не отступили».
Считалось, что на балу в доме Кологривовых на Тверском бульваре  в конце 1828 — начале 1829 года А. С. Пушкин впервые увидел Н. Н. Гончарову. С. К. Романюк высказал предположение, что поэт впервые увидел свою будущую избранницу ещё подростком, и произойти это могло в период с 8 сентября 1826 года  до 27 мая 1827 года на одном из популярных тогда детских балов танцмейстера Петра Йогеля. Кологривовы же (Пётр Александрович и его супруга Прасковья Юрьевна) переехали с окраины, в районе Тишинской площади, в центр, на Тверской бульвар, только в апреле 1832 года. Особняк на левой стороне бульвара со временем был значительно перестроен и теперь части его находятся в здании современного Театра имени Пушкина (№ 23). Дом другого однофамильца, участника войны 1812 года Андрея Семёновича Кологривова, находился на другой стороне бульвара, под номером 22, однако сам владелец скончался в 1825 году, а его вдова балов не устраивала, в отличие от Прасковьи  Юрьевны.
С 1823 года и до конца жизни Йогель состоял в чине титулярного советника. До 1850 года, то есть до 82-летнего возраста, преподавал танцы в Московском университете и коммерческом училище.
Умер 16 (28) января 1855 года. Похоронен на Ваганьковском кладбище; могила утрачена.

## Потомки
- Дочь — Наталья Петровна Иогель (1805—1888), жена Владимира Петровича Юшневского (1807—после 1853), брата декабриста А.П.Юшневского. 
  - Внуки: Наталья Владимировна Юшневская (род. 1827), вышла замуж за Эдуарда Карла (Николая Осиповича) Вивьен де Шатобрена (1821—1897), сына художника Иосифа Вивьен де Шатобрена; Петр Владимирович Юшневский (1831—1880) и Алексей Владимирович Юшневский (1839—1885).
    - Правнучка — Ольга Эдуардовна Корейша, музыкант[10].
- Сын — Иван Петрович Иогель (1803—1855), чиновник, музыкант-любитель, автор романса «Что отуманилась, зоренька ясная»[11].
- Сын — Николай Петрович Иогель (1808—1840).
- Сын — Константин Петрович Иогель (1815—1887) — отставной ротмистр, помощник инспектора студентов Московского университета. Владелец усадьбы Суково в Московском уезде (2-й стан) при реке Сетунь[3].
  - Внук — Михаил Константинович Иогель (6.5.1848 — 2.1.1901) — автор популярных в своё время романов и повестей, автобиографических очерков. В 1871 году окончил юридический факультет Московского университета со степенью кандидата; в 1874 был назначен товарищем Подольского губернского прокурора, 15 июня 1876 года был назначен товарищем прокурора Сувалкского окружного суда; 16.2.1878 причислен к департаменту Министерства юстиции. В 1890 году произведён в чин коллежского секретаря; в 1895 году — попечитель Терешковского народного начального училища, находившегося в Троице-Голенищевской волости, в 15 верстах от Калужской заставы на Боровском тракте; с 1899 — коллежский асессор, гласный Московского уездного земского собрания.
  - Внук — Владимир Константинович Иогель (1858—?)
    - Правнук — Константин Владимирович Иогель (1884—?), после 1917 года эмигрировал в Китай[12]. Его сыновья — священники: Игорь Константинович Иогель (иеромонах Софроний) (род. 1910), в 1960 году выехал в СССР, был насельником Псково-Печерского монастыря; Кирилл Александрович Савельев-Иогель (иеромонах Мефодий) (1912—1940, Харбин)[13].

## Йогель в литературе
Лев Толстой в романе «Война и мир» написал: «У Йогеля были самые весёлые балы в Москве. Это говорили матушки, глядя на своих «подросточков», выделывающих свои только что выученные па; это говорили и сами подростки, танцевавшие до упаду; это говорили взрослые девицы и молодые люди, приезжавшие на эти балы с мыслию снизойти до них и находя в них самое лучшее веселье… Особенного на этих балах было то, что не было хозяина и хозяйки: был, как пух летающий, по правилам искусства расшаркивающийся добродушный Йогель… было то, что на эти балы еще езжали те, кто хотел танцевать и веселиться, как хотят этого тринадцати- и четырнадцатилетние девочки, в первый раз надевающие длинные платья».